# Centro (Sorocaba)
Centro é o bairro central da cidade de Sorocaba, São Paulo. O bairro faz fronteira com Além Ponte (leste), Além Linha (norte), Cerrado (oeste) e Campolim-Vergueiro (sul), respectivamente através das avenidas Dom Aguirre, Afonso Vergueiro, Eugênio Salerno e Moreira César e, Juscelino Kubitschek.
Praticamente comercial, a região central tem grande valor cultural e histórico. Prédios antigos contrastam com edifícios novos. Muitos órgãos do governo, clínicas e bancos estão espalhados por suas ruas e avenidas para atender o público que vêm de todas as partes da cidade. Dois terminais de ônibus urbanos estão localizados no centro de Sorocaba. O Shopping Sorocaba, praças e monumentos fazem parte também dos atrativos desta região.
Tudo começou nesta região que hoje vive do contraste entre as arquiteturas antigas, contemporâneas e futuristas.
O Centro de Sorocaba possui verdadeiros shoppings a céu aberto que são os cinco boulevares e as alamedas projetadas.
Em 2017, a Prefeitura apresentou um projeto para revitalização do Centro.